# Cosentini (Santa Venerina)
Cosentini è una frazione del comune di Santa Venerina nella Città metropolitana di Catania.

## Storia
La storia di Cosentini è molto legata a quella dell'omonima e ricca famiglia acese, proprietaria di un vasto territorio adibito come casa di villeggiatura estiva, nel territorio del Pisano di sotto. La famiglia nel 1840 fece costruire una piccola cappella, che nel giro di pochi anni diventò il punto di riferimento per molti contadini che abitavano la zona; stava nascendo il borgo di Cosentini. La chiesa di Cosentini che conosciamo oggi fu costruita negli anni 1856 – 1860 per volere del dottor Mariano Cosentini e delle cinque sorelle suore domenicane chiamate “Monache di Casa”; la chiesa fu progettata dall'ingegner Nicola Musmeci ed aveva inizialmente una struttura di modeste dimensioni, con una sola navata e una torre campanaria laterale. Fu aperta ufficialmente al culto il 29 gennaio 1863 e dedicata alla Madonna del Rosario. Dieci anni dopo, nel 1873, il vescovo di Acireale mons. Gerlando Maria Genuardi decise di erigere la chiesa come succursale della Cattedrale di Acireale e annetté ad essa, oltre al territorio di Cosentini, quello delle attuali parrocchie di Fiandaca, Pennisi e parte di Maria Vergine. Nel 1875 le sorelle Cosentini donarono alla Diocesi di Acireale l'attuale casa canonica, come luogo di villeggiatura estiva per il Vescovo; nello stesso anno donarono al Comune di Acireale l'attuale piazza di Cosentini, come luogo da adibire a pubblico mercato in occasione della grandi feste del paese, ne è esempio la grande fiera di bestiame che si teneva in occasione del giorno di san Giuseppe (compatrono di Cosentini) negli anni compresi tra il 1875 e il 1960, la quale era un'attrazione per molti allevatori e contadini delle zone limitrofe. Intorno al 1890 sotto il progetto dell'ingegner Mariano Panebianco si fecero delle opere di risistemazione della facciata, ampliamento della chiesa (a causa dell'aumento sempre crescente della popolazione), allungamento della navata centrale con la realizzazione di una nuova pianta a croce latina, la realizzazione di una cupola e di un'alta torre campanaria. Durante il famoso e disastroso “terremoto di Linera” dell'8 maggio 1914 la chiesa rimase inagibile; fu la grandissima volontà dei parrocchiani e dell'allora cappellano don Vito Rocca che portò alla risistemazione della chiesa di Cosentini negli anni dopo il terremoto. La ricostruzione fu progettata con criteri antisismici dagli ingegneri Salvatore Scuderi e Michele Grassi e prevedeva una mutazione della struttura originaria della chiesa con la demolizione del campanile, del tetto e della cupola e all'interno, l'eliminazione del transetto e la realizzazione di un massiccio solettone in cemento armato; mentre all'esterno la facciata, con un nuovo disegno, si rese bella e maestosa, ma poco armonica con gli elementi architettonici. Il 19 dicembre 1921 mons. Salvatore Bella, vescovo di Acireale, eresse la chiesa di Cosentini a parrocchia autonoma e il 6 febbraio 1922 don Vito Rocca fu nominato primo parroco della nuova parrocchia di Cosentini. Negli anni compresi tra il 1952 e il 1960, il compaesano ingegner Michele Grasso, fece eseguire altri lavori di abbellimento e restauro della chiesa; in occasione del suo primo centenario e della fine dei lavori di restauro, nel 1960, la chiesa di Cosentini fu solennemente consacrata. Nel 1982, nel cortile antistante la chiesa, fu realizzata una grotta con una bellissima statua della Madonna di Lourdes proveniente dall'omonima città francese e donata dalla signora Santa Di Bartolo, originaria di Cosentini, ma emigrata negli Stati Uniti. Oggi Cosentini è molto sviluppata demograficamente rispetto ad un tempo, poiché negli ultimi decenni ci sono state molte opere di espansione edilizia, che hanno fatto diventare quel piccolo latifondo quale era un tempo, un vero e proprio nucleo abitato ben integrato con le altre due frazioni di Linera e Maria Vergine .

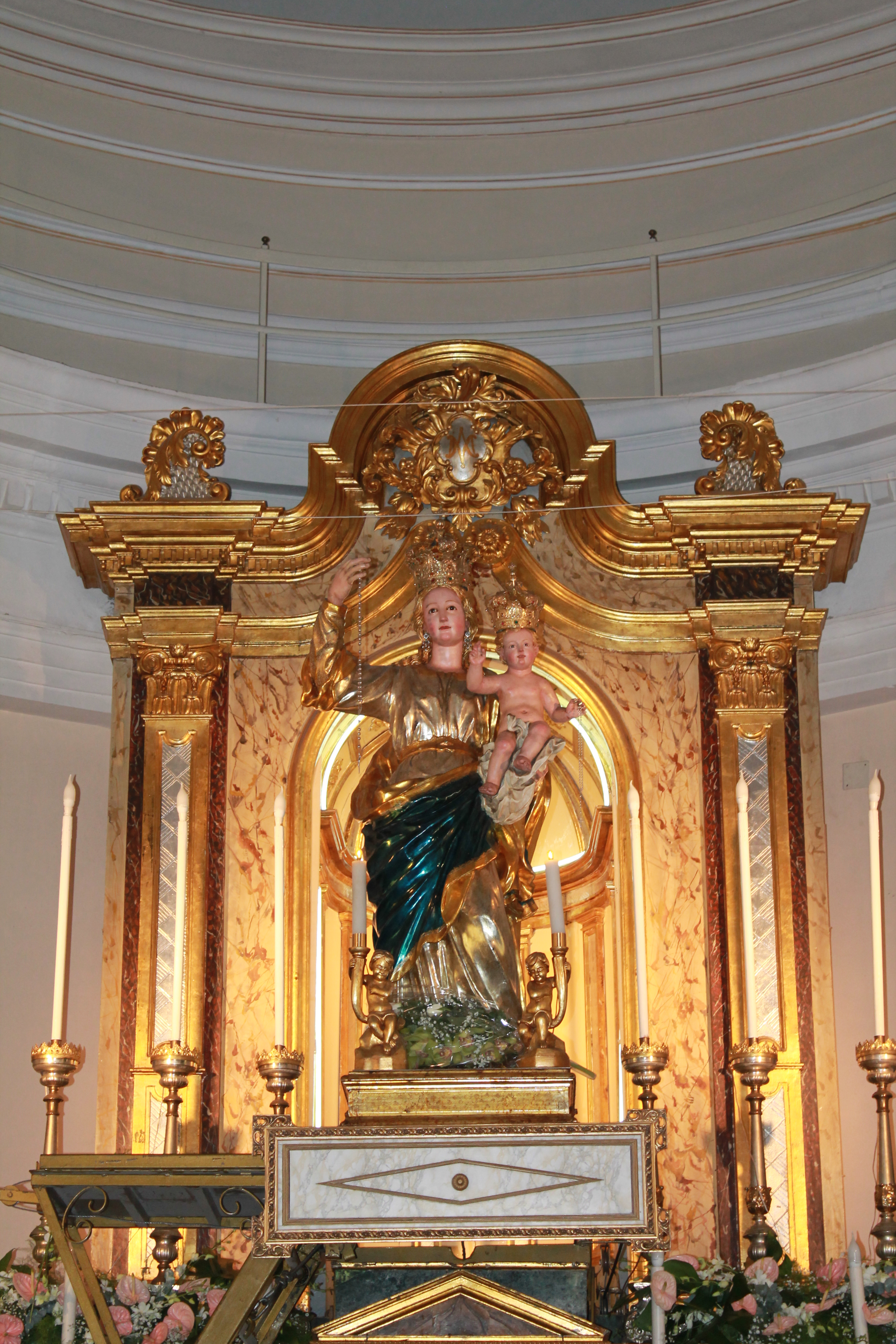
Simulacro della Madonna del Rosario

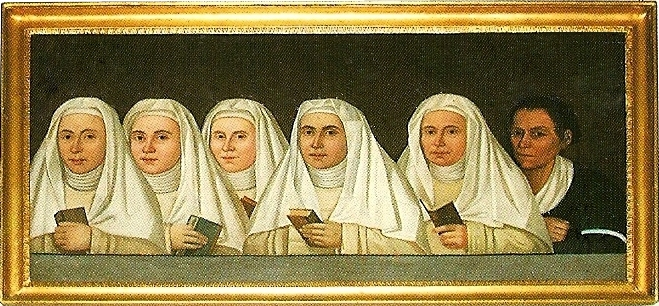
Sorelle Cosentini "Monache di Casa"

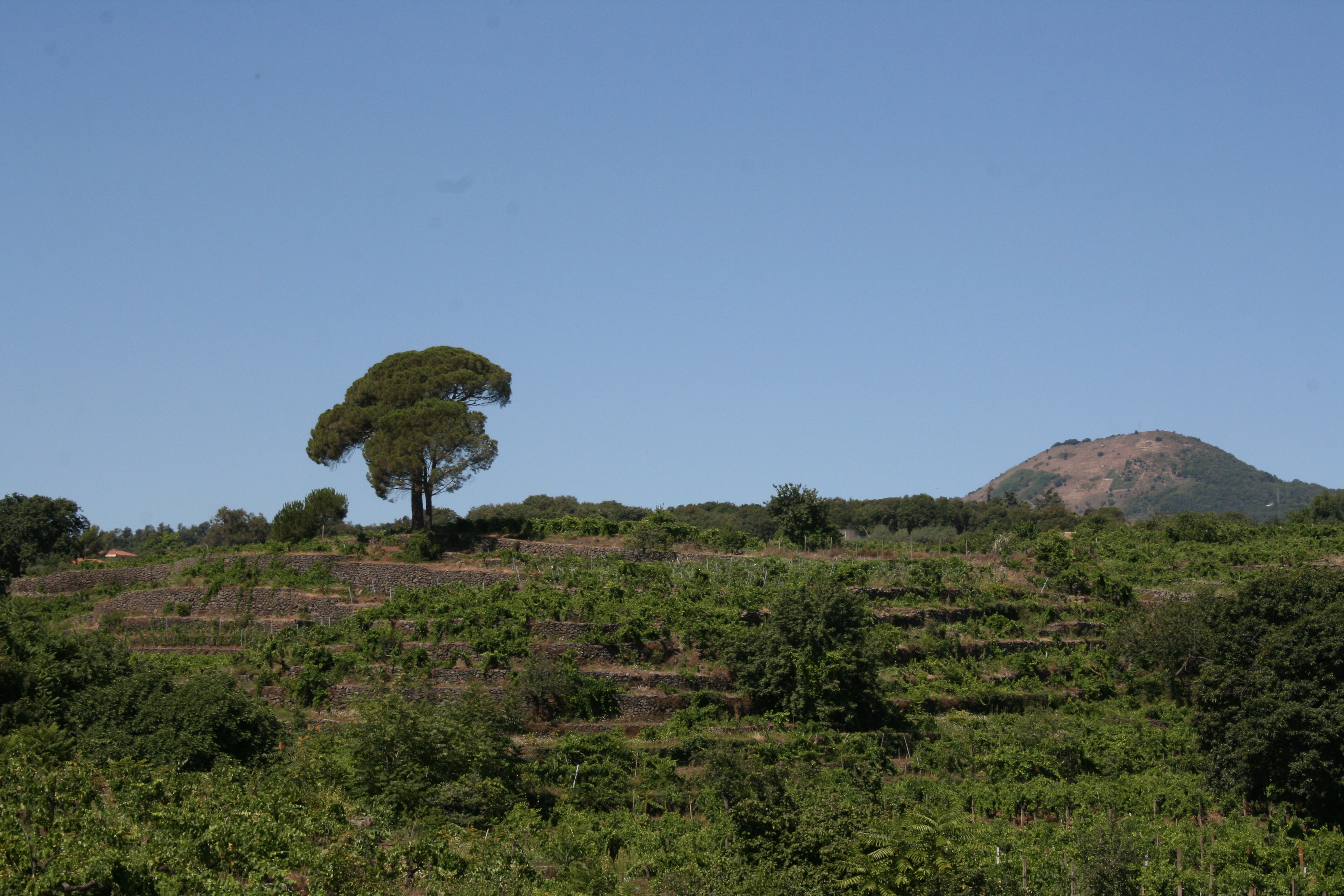
Pini mediterranei, simbolo di Cosentini

## Monumenti, statue e opere d'arte

### Architetture religiose
Tra i monumenti presenti all'interno della chiesa, sono degni di particolare nota: l'altare maggiore (in fondo alla chiesa) scolpito dal maestro marmista Carlo Calì, di Catania, nel 1860; la cappella della Madonna del Rosario e la relativa statua (XIX secolo) scolpiti in legno; la statua di san Giuseppe, anch'essa in legno; i quadri esposti in sagrestia in cui sono raffigurate le cinque sorelle “Monache di Casa” e due dei fratelli Cosentini; il maestoso presepe ottocentesco costituito da statue con testa e mani in legno, cera e cartapesta a grandezza naturale, che ogni anno viene esposto sull'altare durante il periodo natalizio.

### Architetture civili
Nella piazza di Cosentini, risistemata nel 1988, si trovano il monumento ai caduti che è un bassorilievo in bronzo e, nel muro dietro il monumento, dei pannelli raffiguranti scene di guerra, entrambi scolpiti da Domenico Girbino.
Molto importanti sono anche la coppia di pini mediterranei, posti su un promontorio e visibili lungo la via Fossa Gelata; essi sono ormai diventati il simbolo di Cosentini.

### Aree naturali
A Cosentini si trova una piccola parte di quel che resta dell'antico bosco di Jaci, trasformato in parco-oasi naturalistico. Esso anticamente era una zona di caccia chiamata Cunigghieria; oggi all'interno possiamo trovare un ambiente molto bello e suggestivo oltre ad alcuni eucalipti di notevoli dimensioni, querce, sambuchi e frassini. È presente anche un tipico albero delle zone etnee, il bagolaro. Ogni anno si svolgono all'interno del parco molte manifestazioni organizzate dal Comune e/o dagli enti locali.

## Infrastrutture e trasporti

### Collegamenti autostradali
Per chi proviene da Messina in direzione Catania:
- Giarre.

Per chi proviene da Catania in direzione Messina:
- Acireale.

### Collegamenti Ferroviari
- Stazione di Guardia-Mangano-Santa Venerina.
- Stazione di Acireale.

### Autolinee
- Da Acireale a Santa Venerina autolinee Zappalà & Torrisi.[8]
- Da Giarre a Santa Venerina autolinee Zappalà & Torrisi.[8]
- Da Catania a Santa Venerina autolinee Zappalà & Torrisi.[8]

### Aeroporti
Il collegamento aeroportuale più vicino è quello con l'Aeroporto Internazionale Vincenzo Bellini di Catania.

## Sport
Cosentini ha avuto una squadra di calcio a 11, fondata nel 2010, l'A.S.D. Pisano Cosentini Calcio che ha militato in seconda categoria.
Essa, precedentemente fu conosciuta come A.S.D. Cosentini Calcio, nel 2011 rilevò il titolo del Pisano S. M. Ammalati e conseguentemente assunse una nuova denominazione in A.S.D. Pisano Cosentini Calcio e venne promossa in seconda categoria.